# 알렉스 퍼거슨
알렉스 퍼거슨(영어: Alex Ferguson)으로 잘 알려진 알렉산더 채프먼 퍼거슨 경 CBE(영어: Sir Alexander Chapman Ferguson CBE, 1941년 12월 31일~)은 스코틀랜드의 전직 축구 선수, 축구 감독이다. 선수 시절 포지션은 공격수였으며 1986년부터 2013년까지 맨체스터 유나이티드 FC의 감독을 맡은 것으로 잘 알려져 있다. '퍼기(영어: Fergie)'라는 별명을 가지고 있으며 감독으로 활동하던 38시즌 동안 총 48개의 트로피를 획득하며 2024년 10월 기준으로 축구 역사상 가장 많은 우승을 차지한 감독 자리를 차지하고 있다.
선수 시절 던펌린 애슬래틱 및 레인저스 등 스코틀랜드의 축구단에서 공격수로 활동했다. 1965-66 시즌 던펌린 애슬래틱 소속으로 스코티시 풋볼 리그 득점왕을 차지했고 선수 생활 마지막엔 구단의 코치로도 활동했다. 이후 1974년 이스트 스털링셔 FC의 감독으로 부임하며 축구 지도자 경력을 시작했고 이후 세인트 미렌 FC의 감독으로 활동했다. 1978년 애버딘 FC의 감독으로 부임했고 에버딘의 스코티시 풋볼 리그 3회 우승, 스코티시컵 4회 우승, 1982-83년 유러피언컵위너스컵, 1983년 UEFA 슈퍼컵 우승에 기여했다. 1985년 스코틀랜드 축구 국가대표팀의 감독이었던 조크 스타인이 사망하자 그의 후임으로 스코틀랜드 대표팀의 감독으로 부임했고 1986년 FIFA 월드컵에서 대표팀을 지휘했다.
1986년 11월 맨체스터 유나이티드 FC의 감독으로 취임했고 26년 동안 맨체스터 유나이티드의 감독으로 활동하며 프리미어리그 우승 13회, FA컵 5회, UEFA 챔피언스리그 2회 우승 등 총 38회의 우승을 달성했다. 그는 맨체스터 유나이티드의 유소년 육성에 깊이 관여했고 1990년대에 퍼기의 아이들과 함께 맨체스터 유나이티드의 각종 대회 우승 달성에 기여했다. 1999년 처음으로 트레블을 달성한 영국 축구단의 감독이 되었고 이 공로를 인정받아 1999년 국왕공식탄생일 기념행사에서 엘리자베스 2세로부터 기사 작위를 받았다. 2010년 12월 19일 맷 버즈비의 감독 재임 기록을 넘으면서 가장 오랫동안 맨체스터 유나이티드에 재임한 감독이 되었고 2012-13 시즌 맨체스터 유나이티드의 프리미어리그 우승을 달성하며 감독 경력을 마감했다.

## 어린 시절
알렉스 퍼거슨은 1941년 12월 31일, 스코틀랜드 고번에 있었던 할머니 집에서 태어났다. 조선소에서 일하던 아버지 알렉산더 비튼 퍼거슨과 어머니 엘리자베스 하디 사이에서 태어난 그는, 이후 667 고번 로드에 위치한 공동 주택에서 자랐는데 철거되기 전까지 부모님과 동생인 마틴 퍼거슨과 함께 살았다.
브룸런 로드 초등학교, 고번 고등학교를 다녔으며 고번의 하모니 로우 보이즈 클럽에서 축구 선수 생활을 시작했다. 그는 또한 힐링턴의 공장에서 공구 제작자로 견습 기간을 거치기도 했으며, 노조 지부의 관리인으로 임명되기도 했다. 유년시절, 레인저스를 응원했다.

## 선수 경력
퍼거슨의 선수 경력은 퀸스 파크 FC 소속으로 16살 때 공격수로 데뷔하였다. 퍼거슨은 당시 자신의 첫 경기를 회고하며 "악몽"이었다고 밝혔다. 스트랜레어를 상대로서 퀸스 파크 FC는 한 골을 득점하였으나 2-1로 패배하였다. 퍼거슨이 선수로서 잘 알려진 경기는 1959년 박싱 데이 매치 때 퀸 오브 사우스와의 원정 경기에서 7-1 대패한 경기에서 퀸스 파크 선수로서 유일하게 득점하였다.
퀸스 파크 선수로서 31경기에 출장해 20골을 기록한 퍼거슨은 1960년, 원치않던 세인트 존스톤으로 이적하였다. 이적 후에도 꾸준히 골을 기록하였으나 적응 문제로 클럽에게 이적을 계속해서 요구했다. 퍼거슨은 다른 클럽으로 이적을 원했고 심지어 캐나다로 이주까지 고려했었다. 그럼에도 세인트 존스톤은 퍼거슨과의 계약을 추진하였으나 퍼거슨은 레인저스를 상대로 해트트릭을 기록하는 놀라운 활약을 보였고 1964년 여름, 던펌린으로 이적하여 아마추어 선수가 아닌 정규 선수로 계약하게 되었다.
1964-65 시즌 개막 후, 던펌린은 스코틀랜드 리그에서 강세를 보이면서 스코틀랜드 컵 결승까지 올랐으나, 퍼거슨은 세인트 존스톤과의 리그 경기에서 저조한 경기를 보여 결승전에서 출전하지 못했다. 던펌린은 결승에서 셀틱에게 3-2 패배를 당했고 그 이후, 리그 또한 1점 차로 우승에 실패하였다. 1965-66 시즌, 퍼거슨은 51경기에 출전하여 45골을 기록하였고 31골을 기록한 셀틱의 조 맥브라이드와 함께 리그 득점 랭킹 상위권에 올랐다.
이후 퍼거슨은 당시 최고 이적료인 6만 5천 파운드에 레인저스로 이적하였다. 퍼거슨은 1969년 스코틀랜드
컵 결승전 패배를 최악의 경기로 회고하였는데, 당시 경기에서 셀틱의 주장인 빌리 맥닐을 전담했던 그는 마지막 골을 허용하고 말았고, 그 이후로부터 1군 대신 유소년 팀 소속으로 뛰게 되었다. 동생 마틴 퍼거슨에 의하면 퍼거슨은 매우 분노하며 준우승 메달을 던졌다고 밝혔다. 또한 가톨릭을 믿던 아내 캐시와 결혼하자 개신교 팀이었던 레인저스는 퍼거슨을 차별하기 시작했다. 이후 퍼거슨은 자신의 자서전에서, 자신이 레인저스에 입단할 때 구단에서 아내의 종교에 대해 매우 껄끄러워했기에, 부득이 구단을 떠날 수 밖에 없었고, 때문에 컵 결승전에서 실수를 저지르는 악영향을 끼쳤다고 밝혔다.
그 해 10월, 노팅엄 포레스트는 퍼거슨과 계약하길 원했으나, 아내가 잉글랜드로 가길 원하지 않았기 때문에 폴커크로 이적하였다. 입단 후 선수 겸 코치로서 활약을 하였으나 존 프렌티스 감독 부임 후 퍼거슨을 코치직에서 해임하였고, 이에 퍼거슨은 에어 유나이티드로 이적을 요구. 1974년 에어 유나이티드에서 은퇴하였다.

## 감독 경력

### 이스트 스털링셔
1974년 6월, 퍼거슨은 감독으로선 젊은 나이인 32살의 나이로 이스트 스털링셔에 취임하였다. 주급 40파운드의 임시 계약직이었다. 이 때부터 엄격한 규율을 강조한 것으로 알려졌는데, 당시 클럽의 공격수였던 바비 맥컬리는 "누가 와도 두렵지 않았는데, 퍼거슨은 처음부터 무서웠다"고 털어놓기도 했다.
그 해 10월, 세인트 미렌으로부터 감독 제의를 받았다. 반면 이스트 스털링셔는 리그 하위권이었으나 퍼거슨은 조크 스테인 감독의 조언을 받고, 더 큰 클럽인 세인트 미렌으로 옮기기로 결심하였다.

### 세인트 미렌
세인트 미렌에 취임한 퍼거슨은 1978년까지 팀을 이끌면서 스코틀랜드 2부 하위 팀이었던 팀을 완전히 탈바꿈시킨다. 관중 천 명 넘던 팀에서 1977년에 1부 리그 우승, 빌리 스타크, 토니 피츠패트릭 등 유망주를 발굴하여 공격적인 축구를 선보였다. 당시 팀 평균 연령은 19세였으며 주장이었던 피츠패트릭은 20살이었다.
1977년, 퍼거슨은 애버딘으로부터 감독 지원을 거절당한 바 있다. 당시 감독에 빌리 맥닐 감독이 선임되었으나, 1년 뒤 셀틱으로 떠나 공석이 되자, 퍼거슨이 취임하게 되었다.

### 스코틀랜드 축구 국가대표팀
1986년 FIFA 월드컵 유럽 지역 예선에서 퍼거슨은 스코틀랜드 감독인 조크 스타인의 휘하에서 수석 코치직과 에버딘 감독직을 겸직했다. 지역예선에서 스코틀랜드는 스페인, 웨일스, 아이슬란드와 같은 조편성이 되었으며 여기서 본선 진출 티켓은 1.5장이 달려 있었다. 하지만 당시 스페인은 우승후보였고 실제로도 조 1위를 차지해 간단하게 본선 진출을 확정지었다. 이제 스코틀랜드는 0.5장을 놓고 웨일스와 경합을 벌여야 했다. 그렇게 스코틀랜드는 패배하면 무조건 지역예선 탈락인 지역예선 마지막 경기를 웨일스와 겨루게 되었다. 조크 스타인이 웨일스와의 경기 직후 심정지로 쓰러져 사망했다. 경기 결과는 1-1로 비겼지만 스코틀랜드가 골 득실차에서 3점이 앞서서 웨일스를 겨우 제치고 플레이오프에 진출했다. 이로 인해 코치였던 퍼거슨이 감독 대행으로 스코틀랜드를 이끌고 1986년 FIFA 월드컵에 참가했다. 퍼거슨이 이끄는 스코틀랜드는 벨기에, 네덜란드와 같이 플레이오프에 진출했는데 여기서 1팀은 당시 기준으로 FIFA 월드컵 최약체 대륙인 오세아니아에서 플레이오프로 온 호주와 맞붙고 나머지 2팀끼리 맞붙게 되었다. 추첨 결과 퍼거슨에게는 천만 다행으로 스코틀랜드가 대륙간 플레이오프로 진출하고 벨기에와 네덜란드가 맞붙게 되었다.
퍼거슨은 이후 대륙간 플레이오프에서 호주를 이기고 본선에 진출했다. 본선에서는 서독, 덴마크, 우루과이라는 굉장히 쉬운 E 조에 편성되었으나, 그러고도 스코틀랜드가 워낙 약체였던 탓에 우루과이와 비기고 서독과 덴마크에게 패해 1무 2패로 조별리그 탈락했다. 퍼거슨은 스코틀랜드가 조별리그 탈락하자 바로 스코틀랜드 감독직을 내려 놓았다.
참고로, 이 조에서 3전 전승을 기록한 덴마크는 조 1위로 16강에 진출했으나, 16강에서 스페인에게 1:5로 간단하게 패하고 탈락했다. 조 2위로 진출한 서독은 16강에서 모로코, 8강에서 멕시코라는 두 약체와 맞붙었지만 멕시코 상대로 승부차기까지 가는 진통을 겪었으며 4강에서는 지역예선에서 불가리아에게 0:2로 패할 정도로 상태가 안 좋았던 프랑스를 상대로 이기고 겨우 결승에 올라 어마무시하게 강한 우승후보 아르헨티나에게 시종일관 밀리다가 2:3으로 패해서 준우승을 달성했다. 조 3위인 우루과이는 비록 과거에는 FIFA 월드컵에서 2회 우승을 달성했으나, 이 시점에서는 이미 한 물 간 팀으로 단 한 번도 못 이겼음에도 불구하고 조 3위간 경합에서 살아남아 16강에 진출했지만 16강부터 이 월드컵 최강팀인 아르헨티나를 만나서 장렬히 산화했다.
이는 퍼거슨의 유일한 국가대표 감독 커리어이다.

## 경력
- 1985년 대영 제국 훈장 4등급(OBE) 수훈[27]
- 1995년 대영 제국 훈장 3등급(CBE) 승급[2]
- 1999년 기사작위(Knight Bachelor) 서임[28]
- 1986년 ~ 2013년 1500전 895승 338무 267패 (승률 59.67%), 2769 득점 1365 실점

### 감독 경력 통계
2013년 5월 19일 은퇴
| 구단            | 국가       | 취임             | 해임             | 기록  | 기록  | 기록 | 기록 | 기록  | 기록  | 기록   | 기록    |
| 구단            | 국가       | 취임             | 해임             | 전    | 승    | 무   | 패   | 득점  | 실점  | 득실차 | 승률(%) |
| --------------- | ---------- | ---------------- | ---------------- | ----- | ----- | ---- | ---- | ----- | ----- | ------ | ------- |
| 이스트 스털링셔 | 스코틀랜드 | 1974년 6월 1일   | 1974년 10월 20일 | 17    | 10    | 3    | 4    | 36    | 27    | +9     | 058.82  |
| 세인트 미렌     | 스코틀랜드 | 1974년 10월 21일 | 1978년 5월 31일  | 151   | 63    | 39   | 49   | 252   | 207   | +45    | 041.72  |
| 애버딘          | 스코틀랜드 | 1978년 6월 1일   | 1986년 11월 5일  | 453   | 268   | 105  | 80   | 898   | 364   | +534   | 059.16  |
| 스코틀랜드      | 스코틀랜드 | 1985년 9월 10일  | 1986년 6월 13일  | 10    | 3     | 4    | 3    | 8     | 5     | +3     | 030.00  |
| 맨유            | 잉글랜드   | 1986년 11월 6일  | 2013년 5월 19일  | 1,500 | 895   | 338  | 267  | 2,769 | 1,365 | +1404  | 059.67  |
| 합계            | 합계       | 합계             | 합계             | 2,131 | 1,239 | 489  | 403  | 3,963 | 1,968 | +1995  | 58.14   |

## 기록

### 대회 기록

#### 선수
세인트 존스턴 FC (1960~1964)
- 스코티시 디비전 2: 1962-63

폴커크 FC (1969~1973)
- 스코티시 디비전 2: 1969-70

#### 감독
세인트 미렌 (1974~1978)
- 스코티시 퍼스트 디비전 : 1976-77

애버딘 FC (1978~1986)
- 스코티시 프리미어십 : 1979-80, 1983-84, 1984-85
- 스코티시 컵 : 1981-82, 1982-83, 1983-84, 1985-86
- 스코티시 리그컵 : 1985-86
- UEFA 컵 위너스 컵 : 1982-83
- UEFA 슈퍼컵 : 1983

맨체스터 유나이티드 FC (1986~2013)
- 프리미어리그 우승 : 1992-93, 1993-94, 1995-96, 1996-97, 1998-99, 1999-00, 2000-01, 2002-03, 2006-07, 2007-08, 2008-09, 2010-11, 2012-13
- 프리미어리그 준우승 : 1987-88, 1991-92, 1994-95, 1997-98, 2005-06, 2009-10, 2011-12
- UEFA 챔피언스리그 우승 : 1999, 2008, 준우승 : 2009, 2011
- FA컵 우승 : 1989-90, 1993-94, 1995-96, 1998-99, 2003-04, 준우승 : 1994-95, 2004-05, 2006-07
- EFL컵 우승 : 1991-92, 2005-06, 2008-09, 2009-10, 준우승 : 1990-91, 1993-94, 2002-03
- FA 커뮤니티 실드 (*: 공동 우승) 우승 : 1990*, 1993, 1994, 1996, 1997, 2003, 2007, 2008, 2010, 2011, 준우승 : 1998, 1999, 2000, 2001, 2004, 2009
- UEFA 컵 위너스컵 우승 : 1990-91
- UEFA 슈퍼컵 우승 : 1991, 준우승 : 1999, 2008
- 인터콘티넨털컵 우승 : 1999
- FIFA 클럽 월드컵 우승 : 2008

### 개인 수상 기록

#### 선수
- 스코티시 디비전 1 득점왕: 1965-66

#### 감독
- UEFA 올해의 감독: 1999
- UEFA 올해의 팀: 2007, 2008
- LMA 올해의 감독[32]: 1992-93, 1998-99, 2007-08, 2010-11, 2012-13
- 프리미어 리그 시즌의 감독[33]: 1993-94, 1995-96, 1996-97, 1998-99, 1999-00, 2002-03, 2006-07, 2007-08, 2008-09, 2010-11, 2012-13
- 프리미어 리그 이달의 감독[34]: 1993년 8월, 1994년 10월, 1996년 2월 · 03월, 1997년 2월 · 10월, 1999년 1월 · 04월 · 08월, 2000년 3월 · 04월, 2001년 2월, 2003년 4월 · 12월, 2005년 2월, 2006년 3월 · 08월 · 10월, 2007년 2월, 2008년 1월 · 03월, 2009년 1월 · 04월 · 09월, 2011년 1월 · 08월, 2012년 10월
- 옹즈도르 올해의 감독: 1999, 2007, 2008
- 유럽 축구 올해의 감독[35]: 2008
- IFFHS 올해의 클럽 감독: 1999, 2008
- 월드 사커 올해의 감독: 1993, 1999, 2007, 2008
- BBC 올해의 감독: 1999
- BBC 올해의 팀: 1999
- BBC 올해의 스포츠인 평생 공로상: 2001
- 로레우스 세계 스포츠 어워드 올해의 팀: 2000[36]
- LMA 10년의 감독: 1990년대
- IFFHS 21세기 최고의 감독: 2012
- IFFHS 역대 최고의 감독[37]: 2021
- ESPN 역대 최고의 감독: 2013
- 월드 사커 역대 최고의 감독: 2013
- 프랑스 풋볼 역대 최고의 감독 2위: 2019
- 포포투 역대 최고의 감독: 2020
- 프리미어 리그 10년 어워즈[38]: 10년의 감독, 최다 경기 감독
- 프리미어 리그 20년 어워즈[39]: 최고의 감독
- FIFA 회장상 : 2011
- LMA 특별 메리트상: 2009, 2011
- FWA 공로상: 1996
- PFA 메리트상: 2007
- 프리미어 리그 메리트상: 2012-13
- BBC 스포츠 다이아몬드상: 2013
- 무사비니 메달: 1999
- 잉글랜드 축구 명예의 전당: 2002
- 스코틀랜드 축구 명예의 전당: 2004
- 유럽 축구 명예의 전당: 2008

## 저서
- Ferguson, Alex; Meek, David (1992). 《Alex Ferguson: 6 Years at United》. Mainstream. ISBN 978-1851584444.
- Ferguson, Alex; Fitton, Peter (1993). 《Just Champion!》. Manchester United Football Club. ISBN 978-0952050919.
- Ferguson, Alex; Ball, Peter (1995). 《A Year in the Life: The Manager's Diary》. Manchester United Football Club. ISBN 978-1852275211.
- Ferguson, Alex; Meek, David (1997). 《A Will to Win: The Manager's Diary》. Andre Deutsch. ISBN 978-0233993683.
- Ferguson, Alex (2000). 《The Unique Treble》. Hodder & Stoughton. ISBN 978-0340792612.
- Ferguson, Alex (2000). 《Managing My Life: The Autobiography》. Coronet Books. ISBN 0-340-72856-6.
- Ferguson, Alex (2013). 《My Autobiography》. Hodder & Stoughton. ISBN 978-0-340-91939-2. The motto of the Ferguson clan in Scotland is: 'Dulcius ex asperis' or, 'Sweeter after difficulties'. That optimism served me well through 39 years of football management.
- Ferguson, Alex; Moritz, Michael (2015). 《Leading: Lessons in leadership from the legendary Manchester United manager》. Hachette UK. ISBN 978-1473621169.